# Corrida (Masson)
Pour les articles homonymes, voir Corrida (homonymie).
Corrida est une œuvre d'André Masson peinte en 1937 peu avant de quitter l'Espagne où il a vécu à partir de 1934. À cette période, Masson est un des plus fervents disciples de la Minotauromachie de Pablo Picasso, ayant lui-même collaboré à la revue surréaliste Minotaure dirigée par Albert Skira. 
Masson a  assisté à des corridas à Madrid en mars 1934, à Barcelone  en juin 1935, et après la guerre d'Espagne, il a suivi d'autres courses  de taureaux avec Michel Leiris. Très impressionné par l'aspect sanguinaire du spectacle, il était aussi très tourmenté par les désordres politiques de la guerre civile espagnole, ce qui a largement influencé cette œuvre violente. Il éprouve néanmoins pour ce spectacle une admiration qui correspond au bouillonnement de son esprit à ce moment-là :« L'aspect visuel de ce spectacle est magnifique quand l'homme et la bête se marient. il y a des moments sublimes? » Masson
Le tableau est une allégorie de la guerre civile espagnole, avec une insistance sur l'aspect sanguinaire du cheval blessé sur lequel le taureau continue à s'acharner, un thème qu'il a déjà traité  dans Le Jet de sang (1936) de manière encore plus macabre.
Il y a une sorte de fureur dans les taches de sang du taureau, dans le rouge des habits de matador, et sur la tête de mort d'un des matadorsavec, dans les couleurs, une allusion au drapeau espagnol. Les œuvres de tauromachie de Masson sont toutes dramatiques, aucune ne montre un spectacle. 
Pour Masson, la mort même du cheval revêt un aspect mystique, l'animal martyr est sacré, il symbolise le crucifié. 
Masson a produit de nombreux tableaux sur la tauromachie pendant cette période comme beaucoup de peintres surréalistes, notamment Picasso, René Magritte, ou Francisco Bores.